# تام جکسون
توماس دیل جکسون (به انگلیسی: Thomas Dale Jackson) که بیشتر با نام تام جکسون شناخته می‌شود. (زاده ۲۷ اکتبر ۱۹۴۸) یک بازیگر و خواننده کانادایی است. او به مدت ۱۸ سال مجموعه‌ای از کنسرت‌های سالانه کریسمس را اجرا کرد. او از سال ۲۰۰۹ تا ۲۰۱۳ رئیس دانشگاه ترنت بود.
از آثار بازیگری او می‌توان به بازی در فیلم‌های شمال ۶۰ و گرگینه‌ها اشاره کرد.